# Llista de monuments de Sant Celoni
Llista de monuments de Sant Celoni inclosos en l'Inventari del Patrimoni Arquitectònic Català per al municipi de Sant Celoni (Vallès Oriental). Inclou els inscrits en el Registre de Béns Culturals d'Interès Nacional (BCIN) amb la classificació de monuments històrics i els béns culturals d'interès local (BCIL) de caràcter arquitectònic.
| Monument                                         | Protecció    | Estil/època                        | Localització                                              | Coordenades                                          | Codi?         | Imatge |
| ------------------------------------------------ | ------------ | ---------------------------------- | --------------------------------------------------------- | ---------------------------------------------------- | ------------- | --- |
| Recinte emmurallat                               | BCIN 1445-MH | XII-XIV                            | Sant Celoni                                               | 41° 41′ 30″ N, 2° 29′ 35″ E / 41.691719°N,2.493155°E | RI-51-0005634 | Recinte emmurallat (Sant Celoni) · Vegeu més fotos d'aquest monument · Carregueu una nova foto d'aquest monument                             |
| Església de Sant Martí                           |              | Barroc XVII-XVIII                  | Sant Celoni C. Major                                      | 41° 41′ 23″ N, 2° 29′ 25″ E / 41.68977°N,2.49027°E   | IPA-29303     | Església de Sant Martí (Sant Celoni) · Vegeu més fotos d'aquest monument · Carregueu una nova foto d'aquest monument                         |
| Ajuntament de Sant Celoni                        |              | Noucentisme XX Inici               | Sant Celoni Pl. Major                                     | 41° 41′ 24″ N, 2° 29′ 33″ E / 41.69005°N,2.49238°E   | IPA-29304     | Ajuntament de Sant Celoni · Vegeu més fotos d'aquest monument · Carregueu una nova foto d'aquest monument                                    |
| Hotel Suís o Suizo, Casa dels Valls d'Olzinelles |              | Eclecticisme XIX Final             | Sant Celoni Pl. Major, 15                                 | 41° 41′ 23″ N, 2° 29′ 30″ E / 41.68974°N,2.49169°E   | IPA-29305     | Hotel Suís (Sant Celoni) · Vegeu més fotos d'aquest monument · Carregueu una nova foto d'aquest monument                                     |
| Villa Angela Rosa                                |              | Racionalisme XX Mitjan             | Sant Celoni C. Comerç, 10 (desapareguda)                  | 41° 41′ 20″ N, 2° 29′ 39″ E / 41.6889°N,2.49403°E    | IPA-29306     | Carregueu una nova foto d'aquest monument |
| Plaça de la Vila                                 |              | Obra popular Medieval              | Sant Celoni Pl. de la Vila                                | 41° 41′ 24″ N, 2° 29′ 31″ E / 41.68991°N,2.49208°E   | IPA-29307     | Plaça de la Vila (Sant Celoni) · Vegeu més fotos d'aquest monument · Carregueu una nova foto d'aquest monument                               |
| Can Ramis                                        |              | Barroc XVIII                       | Sant Celoni Pl. Major                                     | 41° 41′ 23″ N, 2° 29′ 32″ E / 41.68971°N,2.49222°E   | IPA-29308     | Can Ramis (Sant Celoni) · Vegeu més fotos d'aquest monument · Carregueu una nova foto d'aquest monument                                      |
| Can Vilà                                         |              | Eclecticisme XIX                   | Sant Celoni Pl. Major, 11                                 | 41° 41′ 24″ N, 2° 29′ 31″ E / 41.69002°N,2.49181°E   | IPA-29310     | Can Vilà (Sant Celoni) · Vegeu més fotos d'aquest monument · Carregueu una nova foto d'aquest monument                                       |
| Can Barri                                        |              | Noucentisme XX Inici               | Sant Celoni C. Anselm Clavé, 7                            | 41° 41′ 23″ N, 2° 29′ 34″ E / 41.68968°N,2.49273°E   | IPA-29311     | Can Barri (Sant Celoni) · Vegeu més fotos d'aquest monument · Carregueu una nova foto d'aquest monument                                      |
| Can Boada, Can Maitanquis                        |              | Obra popular XVI-XVIII             | Sant Celoni Pl. del Bestiar, 1                            | 41° 41′ 28″ N, 2° 29′ 36″ E / 41.69098°N,2.49325°E   | IPA-29312     | Can Boada (Sant Celoni) · Vegeu més fotos d'aquest monument · Carregueu una nova foto d'aquest monument                                      |
| Can Josep Pons Gensana                           |              | Historicisme XIX-XX                | Sant Celoni C. Major, 121                                 | 41° 41′ 24″ N, 2° 29′ 30″ E / 41.689942°N,2.491601°E | IPA-29314     | Can Josep Pons Gensana (Sant Celoni) · Vegeu més fotos d'aquest monument · Carregueu una nova foto d'aquest monument                         |
| Escorxador, Biblioteca Municipal de Sant Celoni  |              | Noucentisme XX Inici               | Sant Celoni Pg. de la Rectoria                            | 41° 41′ 32″ N, 2° 29′ 28″ E / 41.69233°N,2.49118°E   | IPA-29315     | Escorxador (Sant Celoni) · Vegeu més fotos d'aquest monument · Carregueu una nova foto d'aquest monument                                     |
| Creu de terme, creu coberta                      |              | Obra popular                       | Sant Celoni C. Major - cra. Vella                         | 41° 41′ 12″ N, 2° 29′ 18″ E / 41.686534°N,2.488309°E | IPA-29316     | Creu de terme (Sant Celoni) · Vegeu més fotos d'aquest monument · Carregueu una nova foto d'aquest monument                                  |
| Can Lligada                                      |              | Obra popular XVI-XVII              | Sant Celoni El Pont, prop carretera                       | 41° 40′ 49″ N, 2° 29′ 09″ E / 41.68023°N,2.48578°E   | IPA-29317     | Can Lligada (Sant Celoni) · Vegeu més fotos d'aquest monument · Carregueu una nova foto d'aquest monument                                    |
| Ca l'Alzina Nou                                  |              | Eclecticisme XIX Mitjan            | Sant Celoni Ctra. d'Arenys de Mar                         | 41° 40′ 15″ N, 2° 28′ 58″ E / 41.67078°N,2.48277°E   | IPA-29318     | Ca l'Alzina Nou (Sant Celoni) · Vegeu més fotos d'aquest monument · Carregueu una nova foto d'aquest monument                                |
| Ermita de Sant Ponç, Sant Nicolau                |              | Romànic XIII-XIV                   | Sant Celoni Av. de Sant Ponç                              | 41° 41′ 33″ N, 2° 29′ 51″ E / 41.6926°N,2.49745°E    | IPA-29319     | Ermita de Sant Ponç (Sant Celoni) · Vegeu més fotos d'aquest monument · Carregueu una nova foto d'aquest monument                            |
| Santuari de la Mare de Déu del Puig de Bellver   |              | Obra popular XIX                   | Sant Celoni Al cim d'una muntanya                         | 41° 41′ 20″ N, 2° 29′ 00″ E / 41.68893°N,2.4832°E    | IPA-29320     | Santuari de la Mare de Déu del Puig de Bellver (Sant Celoni) · Vegeu més fotos d'aquest monument · Carregueu una nova foto d'aquest monument |
| Can Ribot                                        |              | Obra popular                       | Sant Celoni C. Major 7, la Batllòria                      | 41° 43′ 04″ N, 2° 32′ 49″ E / 41.717886°N,2.547049°E | IPA-29325     | Carregueu una nova foto d'aquest monument |
| Forns de Pega                                    |              | Obra popular IX-X                  | Sant Celoni                                               | 41° 40′ 11″ N, 2° 30′ 37″ E / 41.66975°N,2.5102°E    | IPA-29337     | Forns de Pega (Sant Celoni) · Vegeu més fotos d'aquest monument · Carregueu una nova foto d'aquest monument                                  |
| Església de Sant Cebrià de Fuirosos              |              | Obra popular XVI                   | Sant Celoni Fuirosos                                      | 41° 41′ 23″ N, 2° 34′ 21″ E / 41.68978°N,2.5725°E    | IPA-29327     | Església de Sant Cebrià de Fuirosos (Sant Celoni) · Vegeu més fotos d'aquest monument · Carregueu una nova foto d'aquest monument            |
| Can Riera de Fuirosos                            |              | Neoclassicisme XVIII               | Sant Celoni Fuirosos                                      | 41° 40′ 58″ N, 2° 34′ 49″ E / 41.68279°N,2.58036°E   | IPA-29328     | Carregueu una nova foto d'aquest monument |
| Ca n'Oller                                       |              | Eclecticisme XIX Final             | Sant Celoni Prop de la Tordera, Fuirosos                  | 41° 43′ 05″ N, 2° 34′ 26″ E / 41.71813°N,2.57377°E   | IPA-29329     | Carregueu una nova foto d'aquest monument |
| Església de Santa Maria de l'Esperança           |              | Gòtic XV                           | Sant Celoni C. Major, la Batllòria                        | 41° 43′ 05″ N, 2° 32′ 51″ E / 41.71803°N,2.54763°E   | IPA-29322     | Església de Santa Maria de l'Esperança (Sant Celoni) · Vegeu més fotos d'aquest monument · Carregueu una nova foto d'aquest monument         |
| Cal Batllori                                     |              | Historicisme                       | Sant Celoni Camí de Can Plana, la Batllòria               | 41° 43′ 11″ N, 2° 32′ 39″ E / 41.71971°N,2.54407°E   | IPA-29323     | Cal Batllori (Sant Celoni) · Vegeu més fotos d'aquest monument · Carregueu una nova foto d'aquest monument                                   |
| Can Bruguera                                     |              | Gòtic tardà XVI                    | Sant Celoni C. Major 23, la Batllòria                     | 41° 43′ 05″ N, 2° 32′ 52″ E / 41.71815°N,2.54768°E   | IPA-29324     | Can Bruguera (Sant Celoni) · Vegeu més fotos d'aquest monument · Carregueu una nova foto d'aquest monument                                   |
| Can Cabra                                        |              | Gòtic tardà, eclecticisme XVI, XIX | Sant Celoni C. Riells 1 - c. Major 31, la Batllòria       | 41° 43′ 06″ N, 2° 32′ 52″ E / 41.71828°N,2.54786°E   | IPA-29326     | Carregueu una nova foto d'aquest monument |
| Església de Sant Martí de Montnegre              |              | Obra popular XVII                  | Sant Celoni Montnegre                                     | 41° 40′ 26″ N, 2° 34′ 02″ E / 41.67396°N,2.56722°E   | IPA-29330     | Església de Sant Martí de Montnegre (Sant Celoni) · Vegeu més fotos d'aquest monument · Carregueu una nova foto d'aquest monument            |
| Ca l'Audell                                      |              | Obra popular                       | Sant Celoni Montnegre                                     | 41° 40′ 24″ N, 2° 34′ 04″ E / 41.67321°N,2.56785°E   | IPA-29331     | Ca l'Audell (Sant Celoni) · Vegeu més fotos d'aquest monument · Carregueu una nova foto d'aquest monument                                    |
| Hostal Montnegre                                 |              | Obra popular XIX                   | Sant Celoni Montnegre                                     | 41° 40′ 22″ N, 2° 34′ 05″ E / 41.67277°N,2.56803°E   | IPA-29332     | Carregueu una nova foto d'aquest monument |
| Església de Sant Esteve d'Olzinelles             |              | Romànic XII-XIII, XVIII            | Sant Celoni Olzinelles                                    | 41° 39′ 56″ N, 2° 30′ 46″ E / 41.6656°N,2.51285°E    | IPA-29333     | Església de Sant Esteve d'Olzinelles (Sant Celoni) · Vegeu més fotos d'aquest monument · Carregueu una nova foto d'aquest monument           |
| Rectoria de Sant Esteve d'Olzinelles             |              | Obra popular XVII                  | Sant Celoni Olzinelles                                    | 41° 39′ 56″ N, 2° 30′ 46″ E / 41.66553°N,2.51278°E   | IPA-29334     | Rectoria de Sant Esteve d'Olzinelles (Sant Celoni) · Vegeu més fotos d'aquest monument · Carregueu una nova foto d'aquest monument           |
| Ca n'Agustí                                      |              | Neoclassicisme XIX Mitjan          | Sant Celoni Olzinelles                                    | 41° 39′ 43″ N, 2° 31′ 31″ E / 41.66198°N,2.52529°E   | IPA-29335     | Ca n'Agustí (Sant Celoni) · Vegeu més fotos d'aquest monument · Carregueu una nova foto d'aquest monument                                    |
| Can Draper                                       |              | Obra popular                       | Sant Celoni Olzinelles                                    | 41° 41′ 01″ N, 2° 29′ 52″ E / 41.68374°N,2.49766°E   | IPA-29336     | Can Draper (Sant Celoni) · Vegeu més fotos d'aquest monument · Carregueu una nova foto d'aquest monument                                     |
| Rectoria vella                                   |              | Gòtic tardà XVI                    | Sant Celoni Pertegàs                                      | 41° 41′ 36″ N, 2° 29′ 21″ E / 41.69338°N,2.48916°E   | IPA-29338     | Rectoria vella (Sant Celoni) · Vegeu més fotos d'aquest monument · Carregueu una nova foto d'aquest monument                                 |
| Ermita de Sant Martí de Pertegàs, Sant Erasme    |              | Gòtic XIV                          | Sant Celoni C. de la Rectoria Vella, Pertegàs             | 41° 41′ 36″ N, 2° 29′ 23″ E / 41.69346°N,2.48965°E   | IPA-29340     | Ermita de Sant Martí de Pertegàs (Sant Celoni) · Vegeu més fotos d'aquest monument · Carregueu una nova foto d'aquest monument               |
| Can Riera de Vilardell                           |              | Obra popular                       | Sant Celoni Vilardell                                     | 41° 40′ 59″ N, 2° 32′ 06″ E / 41.68314°N,2.53496°E   | IPA-29341     | Carregueu una nova foto d'aquest monument |
| Can Batlle                                       |              | Neoclassicisme XIX                 | Sant Celoni Vilardell                                     | 41° 41′ 29″ N, 2° 31′ 20″ E / 41.69128°N,2.52229°E   | IPA-29342     | Can Batlle (Sant Celoni) · Vegeu més fotos d'aquest monument · Carregueu una nova foto d'aquest monument                                     |
| Església de Sant Llorenç de Vilardell            |              | Obra popular XII, XVI              | Sant Celoni Vilardell                                     | 41° 41′ 40″ N, 2° 31′ 14″ E / 41.69437°N,2.5205°E    | IPA-29343     | Església de Sant Llorenç de Vilardell (Sant Celoni) · Vegeu més fotos d'aquest monument · Carregueu una nova foto d'aquest monument          |
| Molí d'en Coll                                   |              | Obra popular XIX-XX                | Sant Celoni                                               | 41° 41′ 53″ N, 2° 30′ 58″ E / 41.69793°N,2.51617°E   | IPA-41658     | Molí d'en Coll (Sant Celoni) · Vegeu més fotos d'aquest monument · Carregueu una nova foto d'aquest monument                                 |
| Pou de gel de Can Draper                         |              | Obra popular XVIII                 | Sant Celoni Torrent d'Olzinelles                          | 41° 40′ 43″ N, 2° 29′ 48″ E / 41.67871°N,2.49680°E   | IPA-41659     | Pou de gel de Can Draper (Sant Celoni) · Vegeu més fotos d'aquest monument · Carregueu una nova foto d'aquest monument                       |
| Rajoleria de l'Agustí                            |              | Obra popular                       | Sant Celoni                                               |                                                      | IPA-41660     | Carregueu una nova foto d'aquest monument |
| Pont de Pedra a la finca de Can Valls            |              | Obra popular XIX                   | Sant Celoni Finca de Can Valls                            | 41° 40′ 13″ N, 2° 30′ 52″ E / 41.67028°N,2.51438°E   | IPA-46397     | Pont de Pedra a la finca de Can Valls (Sant Celoni) · Vegeu més fotos d'aquest monument · Carregueu una nova foto d'aquest monument          |
| Aqüeducte de Can Domènec                         |              | Obra popular XV                    | Sant Celoni Sobre la riera de Ciuret, prop de Can Domènec |                                                      | IPA-47827     | Carregueu una nova foto d'aquest monument |
| Embassament de la riera de Montnegre             |              | Obra popular                       | Sant Celoni Bosc de can Cases, al Sot de can Cases        |                                                      | IPA-49084     | Carregueu una nova foto d'aquest monument |